# Förmånsbil
En förmånsbil är en bil som ett företag äger eller leasar men låter en anställd använda för privat bruk, som en förmån som följer med anställningen. Eftersom detta är en löneförmån upptaxeras löntagaren normalt sett (detta gäller bland annat i Sverige) och betalar således en inkomstskatt för förmånen att disponera bilen. Ofta i dagligt bruk missbrukas termen "tjänstebil", som egentligen inte är samma sak. En tjänstebil ägs även av företaget men används uteslutande för arbete. Ett exempel på tjänstebil är postens bilar för postutdelning i glesbygden. Ett annat exempel på tjänstebilar är polisbilar och ambulanser.
En variant som tillämpas av vissa företag är ”personalbil”. Det innebär att alla anställda erbjuds att få disponera en bil mot ett nettolöneavdrag som motsvarar förmånsvärdet. Genom att företaget då kan köpa in ett större antal bilar kan man förhandla ett bättre pris. Samtidigt blir det oftast billigare för den anställde än att köpa eller leasa en bil privat.